# تاريخ أفغانستان
تاريخ أفغانستان بدأ في 1747 مع إنشائها أحمد شاه الدراني. يمكن إرجاع التاريخ المكتوب للأرض التي تشكل في الوقت الحاضر أفغانستان إلى حوالي 500 قبل الميلاد عندما كانت المنطقة تحت الإمبراطورية الأخمينية, على الرغم من أن الأدلة تشير إلى وجود درجة متقدمة من الثقافة الحضرية في الأرض منذ ما بين 3000 و 2000 قبل الميلاد. امتدت حضارة وادي السند إلى أجزاء كبيرة من أفغانستان في الشمال. وصل الإسكندر الأكبر وجيشه المقدوني إلى ما يعرف الآن بأفغانستان في عام 330 قبل الميلاد بعد غزو بلاد فارس خلال معركة غوغاميلا. ومنذ ذلك الحين، قامت العديد من الإمبراطوريات بتأسيس عواصم داخل أفغانستان، بما في ذلك اليونان - البكترية، ومورياس، وكوشان، والهندو شاهي، وسافاريديس، وسامانيدس، وغزنويز، وغورايد، وتيمورايدس، وموغالس، وهوتاكيس ودورانيس.
كانت أفغانستان (التي تعني "أرض الأفغان") موقعًا مهمًا من الناحية الإستراتيجية عبر التاريخ. كانت الأرض بمثابة "بوابة للهند، مما أثر على طريق الحرير القديم، الذي كان ينقل التجارة من البحر الأبيض المتوسط إلى الصين". يجلس على العديد من طرق التجارة والهجرة، يمكن أن يطلق على أفغانستان "دوار آسيا الوسطى حيث تلتقي الطرق من الشرق الأوسط، من وادي السند عبر الممرات فوق هندوكوش، من الشرق الأقصى عبر حوض تاريم، ومن السهوب الأوراسية المجاورة.
تم تطوير اللغات الإيرانية من قبل فرع واحد من هؤلاء الناس؛ لغة الباشتو المستخدمة اليوم في أفغانستان هي واحدة من اللغات الإيرانية الشرقية. تقول إيلينا إي. كوزمينا أن خيام البدو الأفغان الناطقين بالإيرانية تطورت من المنازل السطحية للحزام السهاري الأوراسي في العصر البرونزي.
لقد أثرت الغزوات العربية على ثقافة أفغانستان، واختفت فترة ما قبل الإسلام من ماضي الزرادشتية والمقدونية والبوذية والهندوسية.

## الفترة الإسلامية
ثم جاء الفتح الإسلامي الذي استبدل اسم آريانا بخراسان والتي تعني مشرق الشمس وهذه العصور تعتبر العصور الذهبية لهذا البلد حيث نشأ فيه كثير من علماء واعلام المسلمين مثل ابن سينا والخوارزمي وعمر الخيام والفارابي وجلال الدين البلخي وأبو حنيفة النعمان وشقيق البلخي والامام البخاري والترمذي ومسلم والفاتح المجاهد السلطان محمود الغزنوي وغياث الدين الغوري وظهير الدين بابر الذي أسس سلطنة مغول الهند.

## التاريخ الحديث
جاءت دولة أفغانستان الحديثة التي أسسها ميرويس شاه هوتكي ولكن يعتبر المؤسس الفعلي لها هو أحمد شاه دوراني الذي تعاقبت أسرته إلى محمد ظاهر شاه آخر ملوك أفغانستان سنة 1973م وخلال هذه الفترة مرت أفغانستان بظروف عصيبة اجتازتها بنجاح أولها الحرب الصفوية-الأفغانية ثم الحروب الأنجلو أفغانية التي استمرت 82 عاما انتهى كل حرب منها بهزائم نكراء لبريطانيا العظمى ثم الاتحاد السوفيتي والذي هزم أيضا، ثم اشتعلت الحرب الأهلية الأفغانية التي انتهت باعتلاء طالبان عرش السلطة والتي مرت أفغانستان فيها بأصعب الظروف.

### الحرب الأهلية
ومنذ رحيل السوفيت عام 1989، دارت رحى العديد من الحروب الداخلية في البلاد. في 24 نيسان / إبريل 1992، تم توقيع اتفاق عرف باسم اتفاق بيشاور من قبل أحزاب الاتحاد الإسلامي لمجاهدي أفغانستان السبعة وحزب الوحدة الشيعي والحركة الإسلامية محسني، فتم الاتفاق على تشكيل حكومة مؤقتة لمدة شهرين وعلى رأسها صبغة الله مجددي، ثم يتبعه ولمدة أربعة أشهر برهان الدين رباني. ولكن الحزب الإسلامي بقيادة حكمتيار والذي كان موالياً لباكستان رفض الاتفاقية بالرغم من أنه من الموقعين عليها. فهاجم كابل وانهارت الاتفاقية، وبقي رباني في رئاسة الدولة. عادت الأحزاب المتناحرة لتجتمع في 7 مارس 1993 في إسلام أباد في باكستان بعد معارك طاحنة في كابل، وتم توقيع اتفاقية عرفت باتفاقية إسلام أباد، وشاركت فيها السعودية وباكستان، ونصت الاتفاقية على أن لرباني رئاسة الدولة لمدة 18 شهرا، وقلب الدين حكمت يار يتولى رئاسة الوزراء، وأن يتم إيقاف إطلاق النار. ولكن الاتفاقية لم تنفذ بسبب اندلاع القتال من جديد بين رباني وحكمتيار بسبب الاتهامات المتبادلة بين الحزب الإسلامي والجمعية.
في الأول من يناير عام 1994 تعرض برهان الدين رباني لمحاولة انقلاب بيد تحالف بين حكمتيار وعبد الرشيد دوستم وصبغة الله مجددي وحزب الوحدة الشيعي، ولكن الانقلاب فشل، من قبل أحمد شاه مسعود وتم تجديد فترة حكم رباني لعام آخر في يوليو 1994. وفي نوفمبر 1994 بدأت طالبان بالظهور، وخلال عامين سيطرت على معظم مناطق أفغانستان ودخلت كابول عام 1996 وأعلنت نفسها الحاكمة للبلاد بإزاحة رباني وحكمتيار الذي وقع مع رباني اتفاقية عام 1996 أيضا تقضي بالعمل المشترك واقتسام السلطة. واستمرت سيطرة طالبان حتى بدأت القوات الأمريكية بضرب قوات طالبان في 7 أكتوبر 2001 وذلك بسبب هجمات 11 سبتمبر 2001 التي استهدفت برجي التجارة العالميين.

### الحرب الأمريكية في أفغانستان
في الحرب على أفغانستان التي تلت تحت عنوان محاربة الإرهاب بعد هجمات 11 سبتمبر 2001، أسقطت قوّات التحالف الاطلنطي بمساعدة تحالف الشمال الأفغاني بقيادة أحمد شاه مسعود نظام طالبان. وبدأ عصر جديد بعد انتخاب حامد كرزاي رئيسا لها وبدأت عجلة التنمية بالتحرك وبمساعدات خارجية. وحدث أول انتقال سلمي ديموقراطي لها في عام 2014 بتسليم حامد كرزاي السلطة للرئيس أشرف غني احمد زاي.

## السلالات الإسلامية الأولى
بدأت السلالات الإسلامية الأولى بالظهور في أفغانستان بعد الفتح العربي في العهد الراشدي، حيث سيطر العرب على هراة وبلخ وأبقوا على الحكم المحلي مع خضوعه للسلطة الإسلامية. ثم ظهرت السلالة الطاهرية كأول دولة محلية تحكم المنطقة، تلتها الصفارية بقيادة يعقوب بن الليث، ثم السامانية التي بسطت نفوذها على الشمال. وفي القرن الرابع الهجري، أسس ألبتكين الدولة الغزنوية التي بلغت أوجها في عهد محمود الغزنوي، فامتد حكمه على أفغانستان وشمال الهند، وازدهرت غزنة علميًا وعمرانيًا. بعد ضعف خلفائه، جاء الغوريون وسيطروا على غزنة، واستمر حكمهم حتى بروز الدولة الخوارزمية، ثم بدأ التدخل المغولي الذي أنهى حكم السلالات المحلية في المنطقة. 

## نظام الحكم والإدارة
تُعدّ أفغانستان من أقدم المناطق التي ظهرت فيها ملامح الحضارة، حيث بدأت منذ العصر الحجري، وقد عُثر على آثار الإنسان القديم في مناطق متعددة من البلاد. وتُعدّ مدينة بَلْخ، المعروفة بلقب "أمّ المدن"، من أهم المراكز الحضارية، إذ وُلد فيها زرادشت، مؤسس الديانة الزرادشتية التي أصبحت لاحقًا ديانة رسمية للإمبراطوريتين الأخمينية والساسانية.
كما أن أفغانستان قدّمت للعالم علماء بارزين، من أشهرهم ابن سينا، الذي يُعدّ من أعظم علماء المسلمين في القرن الخامس الهجري (العاشر الميلادي). وعبر العصور، كانت البلاد نقطة التقاء للحضارات والأديان المختلفة، مثل الزرادشتية، والبوذية، والإسلام، وقد تركت هذه الثقافات أثرًا كبيرًا في مجالات متعددة، كالفن، والعمارة، واللغة، والأدب، والحياة الاجتماعية. 
ومع دخول الإسلام إلى أفغانستان في القرن السابع الميلادي، بدأت التأثيرات القديمة بالتراجع، وظهرت دول إسلامية قوية في المنطقة، مثل الدولة الغزنوية، والغورية، والخوارزمشاهية، والدولة المغولية. وعلى الرغم من أن البلاد تعرضت لحروب وغزوات كثيرة أدت إلى تدمير العديد من معالمها الحضارية، فإن جزءًا من هذه المعالم أُعيد ترميمه، بينما اندثر البعض الآخر، وما زالت تُكتشف بقاياه من حين إلى آخر. 

## انظر أيض
- تسليم كابل
- الغزوات على أفغانستان
- قائمة رؤساء أفغانستان
- سياسات أفغانستان